# لا رو تورانجيل 2015
لا رو تورانجيل 2015 (بالفرنسية: Roue tourangelle 2015)‏ هو سباق دراجات هوائية، وهو الموسم رقم 14 من نفس السباق، وأقيم في 26 أبريل 2015، وامتدّ لمسافة 199 كيلومتر، وهو أحد سباقات طواف أوروبا للدراجات 2015، وهو من نوع سباق يوم واحد، وقد شارك في السباق 112 متسابقاً ووصل إلى نهايته 98 متسابقاً.
فاز فيه بالمركز الأول لورينزو مانزين.

## الفرق
| فرق عالمية (2)- AG2R La Mondiale - FDJ فرق قارية محترفة (3)- Bretagne-Séché Environnement - Cofidis, Solutions Crédits - Europcar فرق قارية (11)- أرمي دي تير 2015 ‏ - إتش بي بي تي بي – أوبير 93 ‏ - Team Differdange–Geba ‏ - Team Lotto–Kern Haus ‏ - Leopard TOGT Pro Cycling ‏ - ديلكو ‏ - ميتك-تي كي إتش مانتيل 2015 ‏ - موسم يوسكادي مورياس 2015 ‏ - Akros–Excelsior–Thömus ‏ - Van Rysel–Roubaix ‏ - بنجوال باوليز ساوكس دبليو بي ‏ |  |
| |  |

## التصنيف العام النهائي
| التصنيف العام | التصنيف العام     | التصنيف العام | التصنيف العام           | التصنيف العام |        |
| الدراج        | الدراج            | البلد         | الفريق                  | الوقت         | السرعة |
| ------------- | ----------------- | ------------- | ----------------------- | ------------- | ------ |
| 1.            | لورينزو مانزين    | فرنسا         | إف دي جي                | 4 س 34 د 09 ث |        |
| 2.            | كليمان فنتوريني   | فرنسا         | كوفيديس                 | + 0 ث         |        |
| 3.            | Jan Dieteren ‏     | ألمانيا       | Leopard Development     | + 0 ث         |        |
| 4.            | بابتيست بلانكايرت | بلجيكا        | Roubaix Lille Métropole | + 0 ث         |        |
| 5.            | بنجامين جيرو      | فرنسا         | Marseille 13 KTM        | + 0 ث         |        |

## وصلات خارجية
- الموقع الرسمي